# Muerte de Mouhcine Fikri

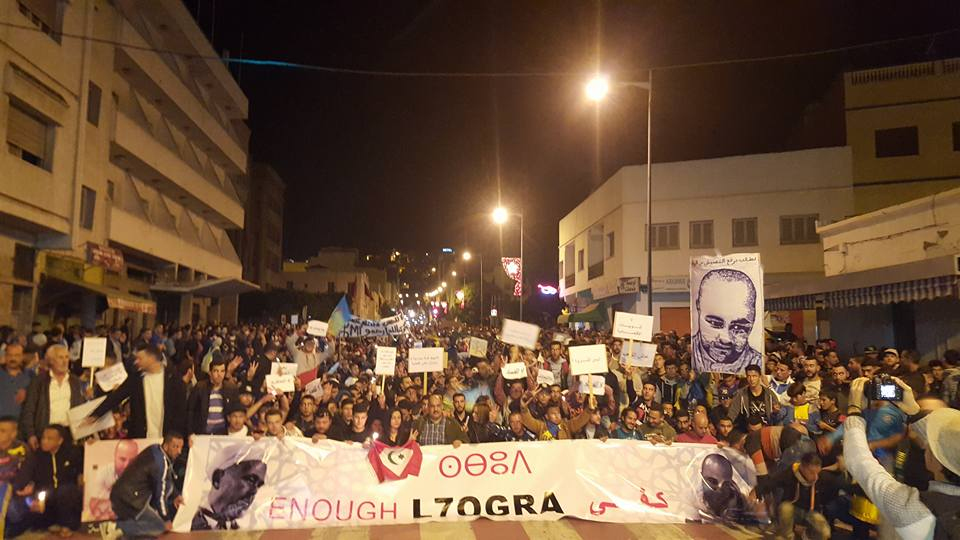
Protestas en Alhucemas tras la muerte de Mouhcine Fikri

Mouhcine Fikri fue un pescadero de Alhucemas (Marruecos). El 28 de octubre de 2016, un policía le confiscó 500 kg de pez espada que había adquirido en el puerto de Alhucemas. Cuando Fikri se subió a la parte trasera de un camión de basura para protestar contra la confiscación, se activó el mecanismo de trituración de residuos del camión, matándolo por aplastamiento.
Las secuencias de vídeo de su muerte fueron profusamente difundidas en las redes sociales en Marruecos. La indignación suscitada provocó protestas en las calles de Alhucemas, que posteriormente se extendieron a otros puntos del país. La muerte de Fikri trazó paralelismos con el  suicidio de Mohamed Bouazizi, el frutero tunecino cuya muerte en 2010 provocó protestas en Túnez que dieron lugar a la revolución en el país y de forma más amplia a la Primavera Árabe.